# Austrodrillia secunda
Austrodrillia secunda é uma espécie de gastrópode do gênero Austrodrillia, pertencente a família Horaiclavidae.